# Centro de Estudios Judíos en Shanghái

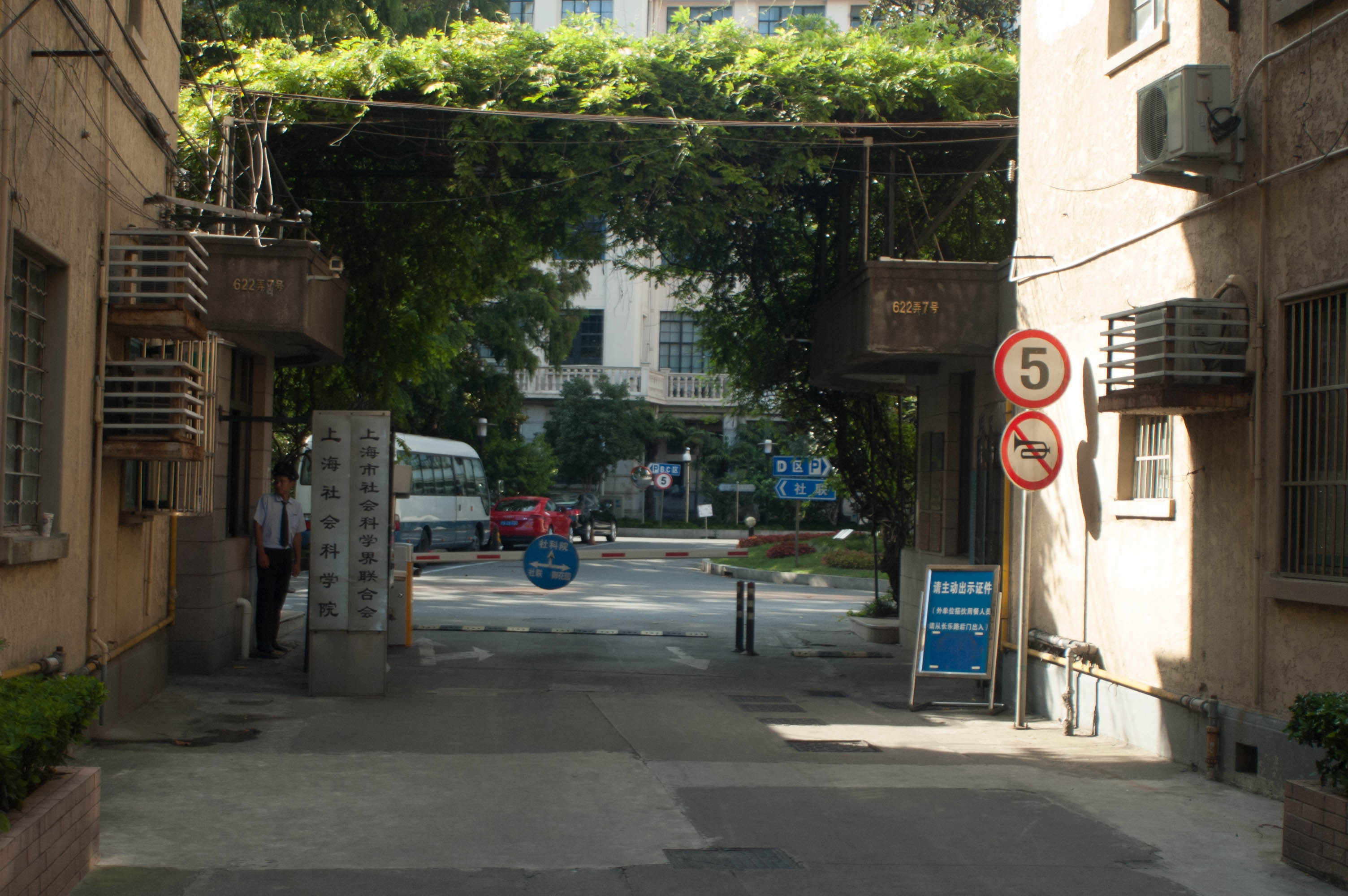
Calle del centro

El Centro de Estudios Judíos en Shanghái (en chino, 上海犹太研究中心) es un instituto de la academia de ciencias sociales en Shanghái, fundado en 1988. Bajo la dirección del profesor Pan Guang se convirtió en la institución líder en China en la temática del Judaísmo y Israel. Los enfoques de la investigación de esta institución son: 
- La historia de los Judíos que huyeron durante el holocausto) a Shanghái,
- Las comunidades Judías en China (la mayoría se encuentran en Tianjin, Harbin y Kaifeng) y
- Estudios políticos sobre el Oriente Medio.

Entre las publicaciones del instituto se encuentran “Los judíos en China”, The Jewish Civilization, The Revitalization of the Jewish People y Jews in China: Legends, History and New Perspectives.
El centro ha organizado varias conferencias científicas tanto nacionales como internacionales, además de reuniones Rickshaw (reencuentros de refugiados del holocausto en Shanghái). El instituto cuenta con varias visitas prominentes entre las cuales se encuentra Itzhak Rabín, Ehud Ólmert, Gerhard Schröder, Ariel Sharón, Hillary Rodham Clinton y Thomás Klestil. 
Desde el 2006 trabaja cada año un Servicio Austriaco de la Memoria del Servicio Austriaco en el Extranjero en este centro.